# Ernest Rutherford
Ernest Rutherford, 1r Baró Rutherford Nelson OM, FRS (Brightwater, Nova Zelanda, Imperi Britànic, 1871 - Cambridge, Anglaterra, Regne Unit, 1937) fou un físic, químic i professor universitari britànic que fou guardonat amb el Premi Nobel de Química de l'any 1908.
Considerat el pare de la física nuclear, va descobrir el concepte de període de semidesintegració, va diferenciar les radiacions alfa i beta i que la radioactivitat anava acompanyada d'una desintegració que feia que un element químic esdevingués un altre de diferent, el que es coneix com a transmutació. Aquests descobriments, fets a la Universitat McGill de Mont-real (Quebec), són els que servirien per atorgar-li el Premi Nobel.
Rutherford va fer els descobriments més famosos després de traslladar-se a la Universitat Victoria de Manchester al Regne Unit el 1907 i quan ja havia estat guardonat amb el premi Nobel. El 1911, va teoritzar l'existència del nucli atòmic, on es concentraria la càrrega positiva de l'àtom, i va formular el seu model atòmic, al qual va arribar en explicar el fenomen de la dispersió de Rutherford descobert per Hans Geiger i Ernest Marsden el 1909 sota la direcció de Rutherford durant el conegut experiment de la làmina d'or.
El 1917 va dur a terme un experiment, publicitat el 1919, que és considerat com la primera reacció nuclear provocada artificialment en bombardejar nitrogen amb partícules alfa, trencant els àtoms de nitrogen i produint l'emissió d'un nucli d'hidrogen (un protó), Rutherford va concloure que els nuclis d'hidrogen eren presents dins dels nuclis dels altres elements. Més tard anomenaria protó a aquesta partícula elemental. Això el va portar a fer el primer experiment de dividir un nucli atòmic d'una manera totalment controlada, que va ser realitzat el 1932 per dos dels seus estudiants, John Cockcroft i Ernest Walton, treballant sota la seva direcció.
Si bé durant la primera part de la seva vida es va consagrar per complet a les seves investigacions, va passar la segona meitat dedicat a la docència i dirigint el Laboratori Cavendish de la Universitat de Cambridge, en el qual es va descobrir el neutró, i en el qual es van formar Niels Bohr i Robert Oppenheimer, entre d'altres.
Després de la seva mort, el 1937, va rebre l'honor de ser enterrat a la nau de l'Abadia de Westminster, on hi ha grans científics del Regne Unit com Isaac Newton, Charles Darwin o William Thomson.

## Joventut
Ernest Rutherford va néixer el 30 d'agost de 1871 a la població de Brightwater, situada a Nova Zelanda, en aquells moments colònia de l'imperi Britànic. Ernest va ser el quart dels dotze fills, de James i Martha Rutherford
. El seu pare era granger, però també mecànic, enginyer, fins i tot moliner, mentre que la seva mare, abans del seu matrimoni, era institutriu. Tots dos es van desviure perquè els seus fills rebessin una bona educació i poguessin seguir els estudis. Rutherford va destacar ben aviat per la seva curiositat i la seva capacitat per a l'aritmètica. Els seus pares i el seu mestre el van animar a ampliar els seus estudis, i va resultar ser un alumne brillant, cosa que li va permetre entrar en el Nelson College, en el qual va estar tres anys, finalitzant el primer de la seva promoció. Va estudiar física, química i matemàtiques a la Universitat de Nova Zelanda. Estava igualment dotat pel Rugbi a 15, molt popular a la seva escola. Al cap del seu tercer any al col·legi, acaba primer a totes les matèries, cosa que li permet entrar a la universitat al Canterbury College tot continuant practicant el rugbi i freqüentant diversos clubs científics i intel·lectuals.
En aquesta època va començar a manifestar-se el geni de Rutherford per l'experimentació: les seves primeres investigacions van demostrar que el ferro podia magnetizar-se per mitjà d'altes freqüències, el que per si mateix era un descobriment. Els seus excel·lents resultats acadèmics li van permetre prosseguir els seus estudis i les seves investigacions durant cinc anys en total en aquesta universitat. Obté el títol de Master of Arts, amb una doble primera classe en matemàtiques i en física. El 1894, obté el títol de Bachelor of Science, cosa que li permet continuar els seus estudis a Anglaterra al laboratori Cavendish a Cambridge sota la direcció del descobridor de l'electró, J. J. Thomson a partir de 1895. És el primer estudiant que ve d'ultramar a fer-ho. Abans de deixar Nova Zelanda, es promet amb Mary Newton, una noia de Christchurch.

## Cambridge, 1895-1898
En primer lloc va prosseguir les seves investigacions sobre les ones hertzianes, i sobre la seva recepció a gran distància. Va fer una extraordinària presentació dels seus treballs davant la Cambridge Physical Society, publicats a les Philosophical Transactions de la Royal Society de Londres, fet poc habitual per a un investigador tan jove i que va permetre-li arribar a una gran notorietat.
El desembre del mateix any va començar a treballar amb Thomson en l'estudi de l'efecte dels raigs X sobre un gas. Van descobrir que els raigs X tenien la propietat d'ionitzar l'aire, ja que van poder demostrar que produïa grans quantitats de partícules carregades, tant positives com negatives, i que aquestes podien recombinar-se per a donar lloc a àtoms neutres. Per la seva banda, Rutherford va inventar una tècnica per a amidar la velocitat dels ions, i la seva taxa de recombinació.

## Mont-real, 1898-1907: radioactivitat
El 1898, després de passar tres anys a Cambridge, li van oferir una càtedra de física a la Universitat McGill de Mont-real, cosa que va acceptar immediatament. Henri Becquerel va descobrir l'any 1896 que l'urani emetia una radiació desconeguda, la "radiació urànica". Rutherford va publicar el 1899 un document essencial, en el qual estudiava el modus que podien tenir aquestes radiacions d'ionitzar l'aire, situant urani entre dues plaques carregades i amidant el corrent que passava. Va estudiar així el poder de penetració de les radiacions, cobrint les seves mostres d'urani amb fulles metàl·liques de diferents espessors. Es va adonar que la ionització començava disminuint ràpidament conforme augmentava l'espessor de les fulles, però que per sobre d'un determinat marc disminuïa més feblement. Per això va deduir que l'urani emetia dues radiacions diferenciades, ja que tenien un poder de penetració diferent, i va anomenar a la radiació menys penetrant radiació alfa, i a la més penetrant (i que produïa necessàriament una menor ionització, ja que travessava l'aire) radiació beta.
El 1900, Rutherford es casa amb Mary Newton; d'aquest casament neix el 1901 la seva única filla, Eileen.
Rutherford estudià el tori, i s'adonà usant el mateix dispositiu que per a l'urani, que el fet d'obrir una porta en el laboratori pertorbava notòriament l'experiment, com si els moviments de l'aire en l'experiment poguessin alterar-lo. Aviat arribarà a la conclusió que el tori desprenia una emanació, també radioactiva, ja que en aspirar l'aire que envolta aquest element, s'adonà que aquest aire transmet el corrent fàcilment fins i tot a gran distància del tori. Notà que les emanacions de tori només romanen radioactives uns deu minuts, esdevenint unes partícules neutres, una radioactivitat que no es veu alterada per cap reacció química, ni per canvis en les condicions (temperatura, camp elèctric). S'adonà així mateix que la radioactivitat d'aquestes partícules decreix exponencialment, ja que el corrent que passa entre els elèctrodes també ho fa, i descobrí així el període dels elements radioactius l'any 1900. Amb l'ajuda del químic canadenc Frederick Soddy l'any 1902 arribà a la conclusió que les emanacions de tori són efectivament àtoms radioactius i que la radioactivitat ve acompanyada d'una desintegració dels elements.
Aquest descobriment va provocar una gran polèmica entre els químics, molt convençuts del principi d'indestructibilitat de la matèria. No obstant això, la qualitat dels treballs de Rutherford no deixaven marge al dubte. El físic Pierre Curie va trigar dos anys a admetre aquesta idea, a pesar que ja havia constatat amb Marie Curie que la radioactivitat ocasionava una pèrdua de massa en les mostres.
Les investigacions de Rutherford van tenir el reconeixement l'any 1903 de la Royal Society, que li va atorgar la Medalla Rumford l'any 1904. Va resumir el resultat de la seva recerca en un llibre titulat "Radioactivitat" l'any 1904, en el qual explicava que la radioactivitat no estava influïda per les condicions externes de pressió i temperatura, ni per les reaccions químiques, però que comportava un despreniment de calor superior al d'una reacció química.
Al costat de Frederick Soddy va calcular que el despreniment d'energia a causa de la desintegració nuclear era entre 20.000 i 100.000 vegades superior al produït per una reacció química. Va llançar també la hipòtesi que tal energia podria explicar l'energia despresa pel Sol, en la qual si la terra conserva una temperatura constant (pel que fa al seu nucli) això és degut sense cap mena de dubte a les reaccions de desintegració que es produïxen en la seva part interna. Aquesta idea d'una gran energia potencial emmagatzemada en els àtoms trobarà un any després un principi de confirmació quan Albert Einstein descobreixi l'equivalència entre massa i energia.
Després d'aquests treballs, Otto Hahn, el descobridor de la fissió nuclear, acudirà a estudiar amb Rutherford durant uns mesos. A partir de 1903 començà a fer-se preguntes sobre la naturalesa exacta de les radiacions alfa i deduí la seva velocitat, el signe (positiu) de la seva càrrega, i la relació que hi ha entre la seva càrrega i la seva massa, fent que travessin camps elèctrics i magnètics.

## Manchester, 1907-1919: el nucli atòmic

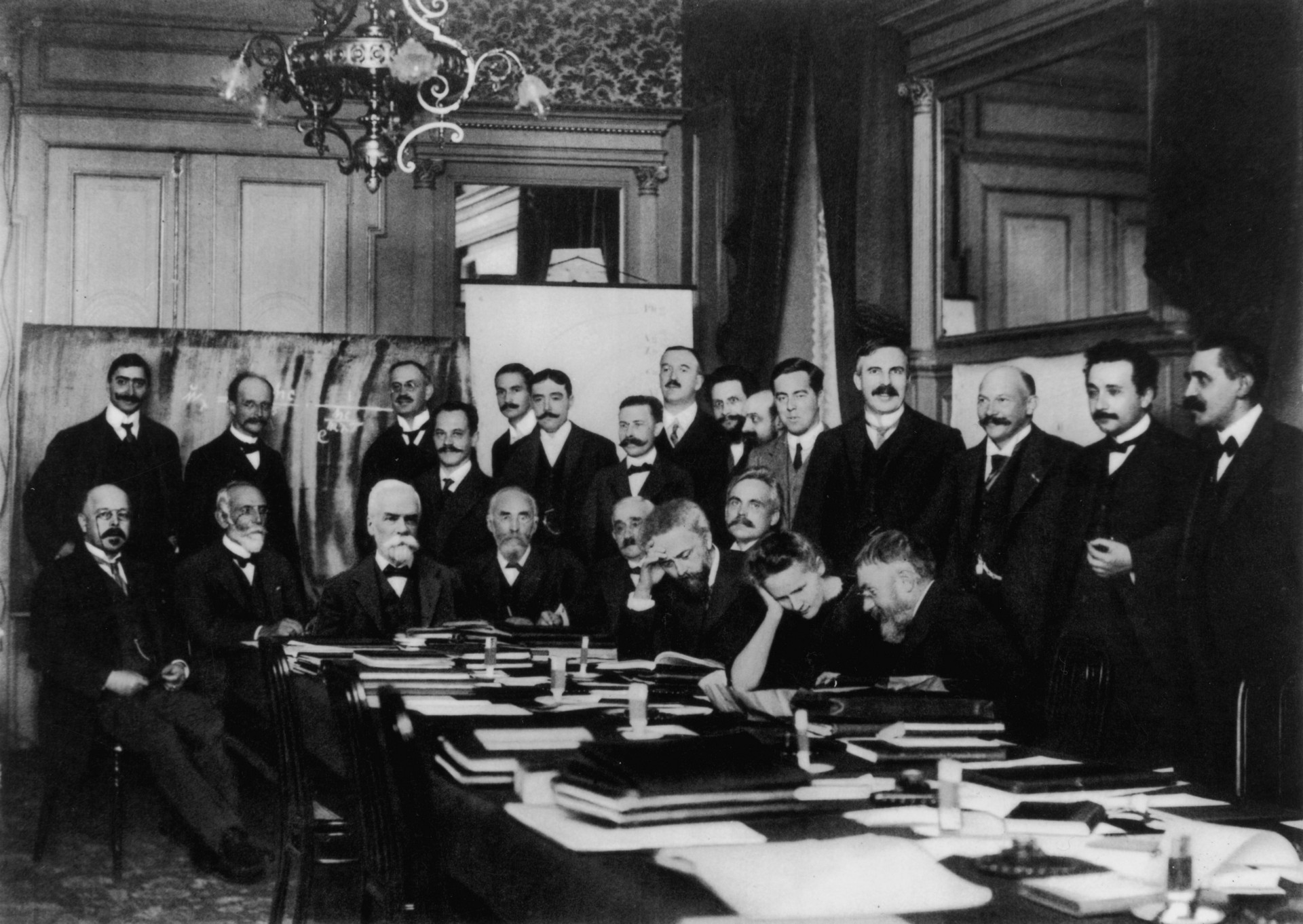
Primera Conferència Solvay de 1911. Es pot observar Rutherford el quart per la dreta de la fila posterior, situat entre James Hopwood Jeans i Heike Kamerlingh Onnes, just darrere Marie Curie i Henri Poincaré

El 1907 obtingué una plaça de professor a la Universitat de Manchester, on treballà al costat de Hans Geiger. Al costat d'aquest inventà un comptador que permet detectar les partícules alfa emeses per substàncies radioactives (prototip del futur comptador Geiger), ja que ionitzant el gas que es troba en l'aparell, produeixen una descàrrega que es pot detectar. Aquest dispositiu els permeté estimar el nombre d'Avogadro de manera molt directa: esbrinant el període del radi, i amidà amb el seu aparell el nombre de desintegracions per unitat de temps. D'aquesta manera van deduir el nombre d'àtoms de radi present en la seva mostra.
El 1908, al costat d'un dels seus estudiants Thomas Royds, demostrà, de manera definitiva, que una vegada desembarassades de la seva càrrega les partícules alfa són nuclis d'heli. Per demostrar-ho van aïllar la substància radioactiva en un material suficientment prim perquè les partícules alfa el travessessin, bloquejant així qualsevol tipus d'"emanació" d'elements radioactius, és a dir, qualsevol producte de la desintegració, i recollint a continuació el gas que es troba al voltant de la caixa que conté les mostres, i analitzant posteriorment el seu espectre trobà una gran quantitat d'heli.
Aquell mateix any fou guardonat amb el Premi Nobel de Química per les seves experimentacions en la desintegració d'elements i la química dels materials radioactius. La concessió del Premi Nobel en l'apartat de química el disgustà, ja que ell es considerava fonamentalment un físic.
El 1911 realitzà la seva major contribució a la ciència, al descobrir el nucli atòmic
. Durant la seva estada a Mont-real al bombardejar una fina làmina d'or amb partícules alfa va veure com es produïa una desviació d'aquestes partícules. Al costat de Hans Geiger i Ernest Marsden utilitzà una làmina d'or i observà com algunes partícules alfa es desviaven més de 90 graus.
Els nombrosos cursos que va donar al laboratori Cavendish i el gran nombre de contactes que va tenir amb els seus estudiants, va donar a Rutherford la imatge d'un home extremadament lligat a la pràctica, molt més que a la teoria, que per a ell no era de cap manera més que una simple «opinió». Aquest afecte pels fets experimentals era el signe d'un gran rigor i d'una gran honestedat. Quan Fermi aconsegueix desintegrar diversos elements amb l'ajuda de neutrons, va escriure-li per felicitar-lo per «haver-se escapat de la física teòrica».
Feliç tanmateix, Rutherford no s'aturava en els fets, i la seva gran imaginació li feia entreveure les conseqüències teòriques més llunyanes. Però no suportava que es compliquessin les coses inútilment. Feia sovint observacions als visitants del laboratori que anaven a exposar els seus treballs als estudiants (divertits) i als investigadors, fos quin fos el nom del visitant. El seu afecte per la simplicitat era gairebé proverbial. Deia d'altra banda : «Jo mateix sóc un home senzill». La seva autoritat al laboratori Cavendish no estava basada en la por que podia inspirar. Al contrari, Rutherford era d'un caràcter jovial i hom sabia que els seus treballs avançaven quan cantussejava al seu laboratori. Era respectat pels seus estudiants, no tant pels seus treballs passats o per l'aura que l'envoltava, sinó per a la seva personalitat atractiva, la seva generositat i la seva autoritat intel·lectual, fins al punt que era considerat com «el professor» de Cambridge.
Se l'anomenava «el cocodril», perquè, de la mateixa manera que un cocodril no mira mai la seva cua, mirava sempre endavant.
Rutherford plantejà llavors el model atòmic en el qual al centre de l'àtom hi havia d'haver un "nucli" que contingués gairebé tota la massa i la càrrega positiva de l'àtom, i en el qual els electrons determinaven la grandària de l'àtom. Aquest model planetari havia estat suggerit l'any 1904 pel japonès Hantaro Nagoaka, encara que havia passat desapercebut.
El 1914, a l'inici de la Primera Guerra Mundial, Rutherford es concentrà en els mètodes acústics de detecció de submarins. El 1919 portà a terme la seva primera transmutació artificial, en la qual després d'observar els protons produïts pel bombardeig d'hidrogen de partícules alfa (a l'observar el parpelleig que produïren en pantalles cobertes de sulfur de zenc), deduí que les partícules alfa, en colpir els àtoms de nitrogen, havien produït un protó, és a dir que el nucli de nitrogen havia canviat de naturalesa i s'havia transformat en oxigen en absorbir la partícula alfa.

## Cambridge, 1919-1937: l'edat d'or a Cavendish

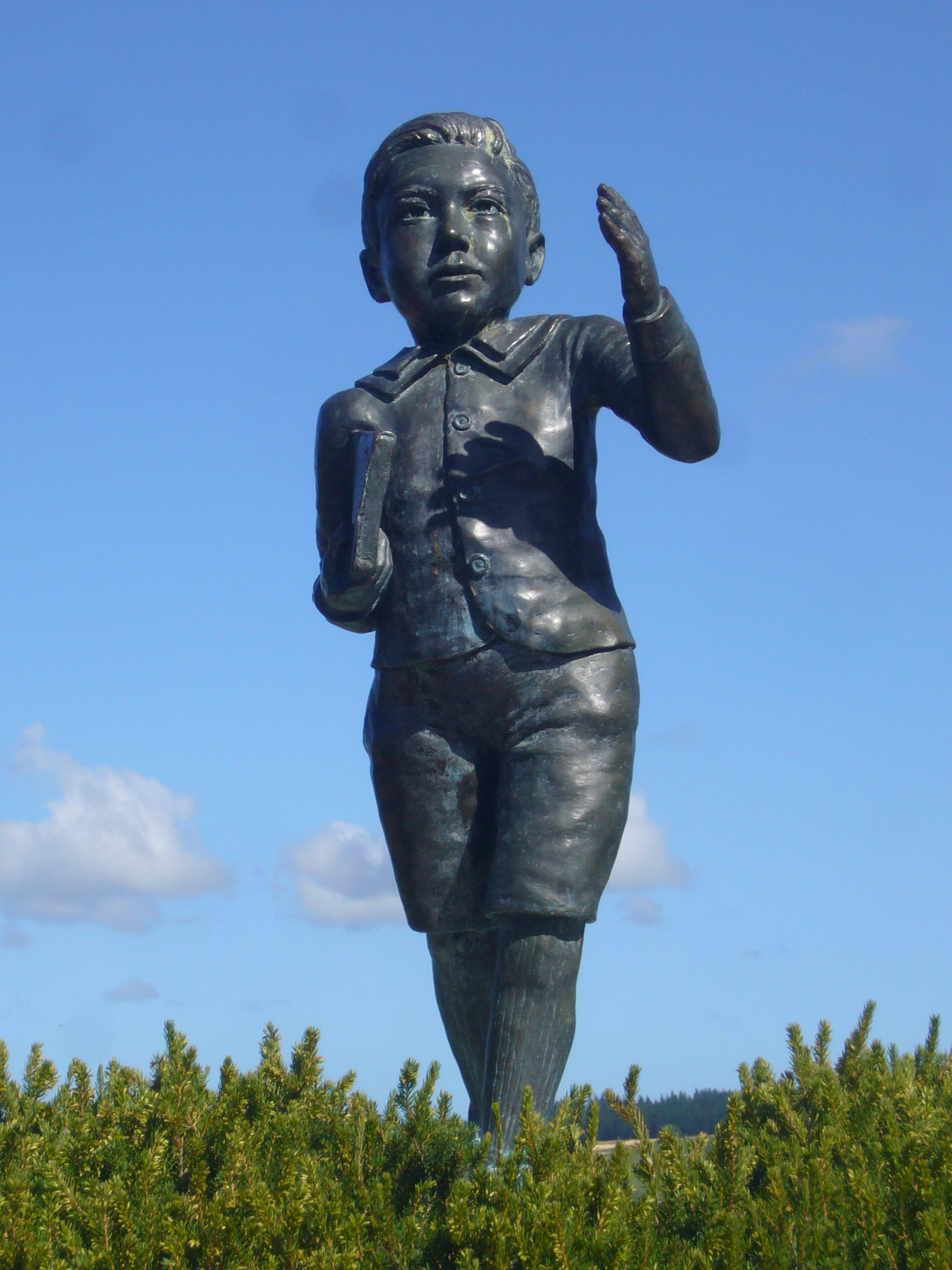
Estàtua d'Ernest Rutherford a Brightwater, Nova Zelanda

Aquell mateix any succeí Joseph John Thomson en el Laboratori Cavendish, passant a ser el director. És el principi d'una edat d'or per al laboratori i també pel mateix Rutherford. A partir d'aquell moment la seva influència en la investigació en el camp de la física nuclear és enorme.
En una conferència que pronuncià davant la Royal Society al·ludí a l'existència del neutró i dels isòtops de l'hidrogen i l'heli, existència demostrada posteriorment al mateix laboratori sota la seva direcció. James Chadwick, descubridor del neutró, Niels Bohr, que va demostrar que el model planetari de Rutherford no era inestable, i Robert Oppenheimer, al que es considera el pare de la bomba atòmica, són els seus alumnes al laboratori. Així mateix Henry Moseley va demostrar, utilitzant la desviació dels raigs X, que els àtoms comptaven amb tants electrons com càrregues positives hi havia al nucli, confirmant així les intuïcions de Bohr i Rutherford.
Al final de la seva vida fou nomenat president de la Royal Society de Londres, càrrec que va desenvolupar entre 1925 i 1930 i president de l'Academic Assistance Council que, en aquests temps enterbolits políticament, ajudava els universitaris alemanys que fugien del seu país. Va ser igualment llorejat amb la medalla Copley el 1922, la medalla Franklin el 1924 i el Farad Lectureship de la Royal society of chemistry el 1936. Va fer el 1925 el seu últim viatge a Nova Zelanda, el seu país natal que no oblidava mai, i va ser rebut com un heroi. El 1931 rebé el títol nobiliari de baró, esdevenint el 1r Baró de Rutherford Nelson. El mateix any va morir la seva única filla, Eileen, nou dies després haver donat a llum el seu quart fill.
Rutherford, que era un home físicament vigorós, va entrar a l'hospital el 1937 per a una operació menor, després de fer-se mal tallant arbres en la seva propietat. Tornant a casa seva, semblava recuperar-se sense problemes, quan el seu estat es va agreujar sobtadament. Va morir molt bruscament el 19 d'octubre a Cambridge, sent enterrat en l'abadia de Westminster, al costat de les tombes d'Isaac Newton i William Thomson, Lord Kelvin.

## Publicacions
- Radio-activity (Cambridge University Press, 1904), (Reeditat per Dover Phoenix Editions el 2005, ISBN 0-486-49585-X)
- Radioactive Transformations (1906), (Reeditat per Juniper Grove el 2007, ISBN 1-60355-054-2)
- Radiations from Radioactive Substances (1919). Disponible en PDF (descàrrega lliure a forgottenbooks.org[Enllaç no actiu])
- The Electrical Structure of Matter (1926)
- The Artificial Transmutation of the Elements (1933)
- The Newer Alchemy (1937)

## Reconeixements
- El 1997 l'element químic 104 va ser anomenat rutherfordi

- S'han denominat cràters a la Lluna i a Mart amb el seu nom.[32]
- L'any 2006 es va anomenar rutherfordina a un mineral de carbonat d'urani ((UO₂)CO₃)[32][33]
- La seva imatge és als bitllets de 100 dòlars neozelandesos.[34]